# Lago George (Australia)
El lago George, llamado Weereewa por los aborígenes de Australia, es un lago endorreico en el sureste de Nueva Gales del Sur, Australia. Se encuentra a unos 40 kilómetros al noreste de Canberra, adyacente a la carretera federal en dirección a Goulburn y Sídney.

## Geografía e hidrología
El lago George es un lago endorreico, ya que no tiene salida de agua a ríos y océanos.
Se cree que el lago tiene más de un millón de años. Originalmente, pequeños arroyos drenaron su cuenca hidrográfica hacia el río Yass, pero luego un escarpe del lago George se elevó debido a un importante movimiento de la corteza a lo largo de una falla, bloqueando este drenaje y formando el lago. El lago George fue mucho más grande y más profundo en la época de las Glaciaciones.
El espesor de los sedimentos debajo del lago supera los 250 metros (820 pies), según se desprende de un programa de perforación de la Oficina de Recursos Minerales de Canberra en el verano de 1982/83. Los sedimentos más antiguos, que se encuentran a cierta distancia por encima del lecho rocoso, fueron fechados en 3-5 millones de años usando análisis de esporas y polen y estratigrafía de inversión magnética.
Con 25 km de largo y 10 km de ancho, el lago George tiene forma alargada, es en gran parte plano y extremadamente superficial, con una cuenca hidrográfica muy pequeña. Las tasas de evaporación resultantes, así como la existencia de fuertes vientos que azotan el agua explican los misteriosos episodios de llenado y secado que se han observado en las escalas de tiempo tanto a corto como a largo plazo.
La profundidad del lago cuando está lleno puede oscilar entre 1,5-4,5 metros (4 pies 11 pulgadas-14 pies 9 pulgadas); sin embargo en muchas áreas es de solamente alrededor de 0.8-1.0 metros (2 pies 7 en-3 pies 3 ) muy adentro. Su punto más profundo se ha medido en 7,5 metros (25 pies). Cuando está lleno el lago tiene alrededor de 500.000.000 de metros cúbicos (1.8 × 1010 pies cúbicos) de agua. Entre finales de la década de 1980 y mediados de la década de 1990 la carretera federal corría paralela al borde occidental del lago.

## Historia
Los indígenas locales llamaron al lago Werriwa (originalmente deletreado Weereewa en las revistas de los exploradores que nombraron lago), cuyo significado puede ser "agua mala"; incluso cuando está lleno, el lago es uno de los cuerpos de agua más salados del interior de Nueva Gales del Sur. Es casi tan salino como el agua de mar. Sin embargo, el nombre también es similar a la palabra indígena regional que nombra al águila, aves que a menudo vuelan sobre él. El primer europeo en descubrir el lago fue Joseph Wild el 19 de agosto de 1820, y le fue dado el nombre por rey George III el 28 de octubre de 1820 por el gobernador Lachlan Macquarie, que viajaba por la zona como parte de una comisión real que investigaba el estado de la colonia.

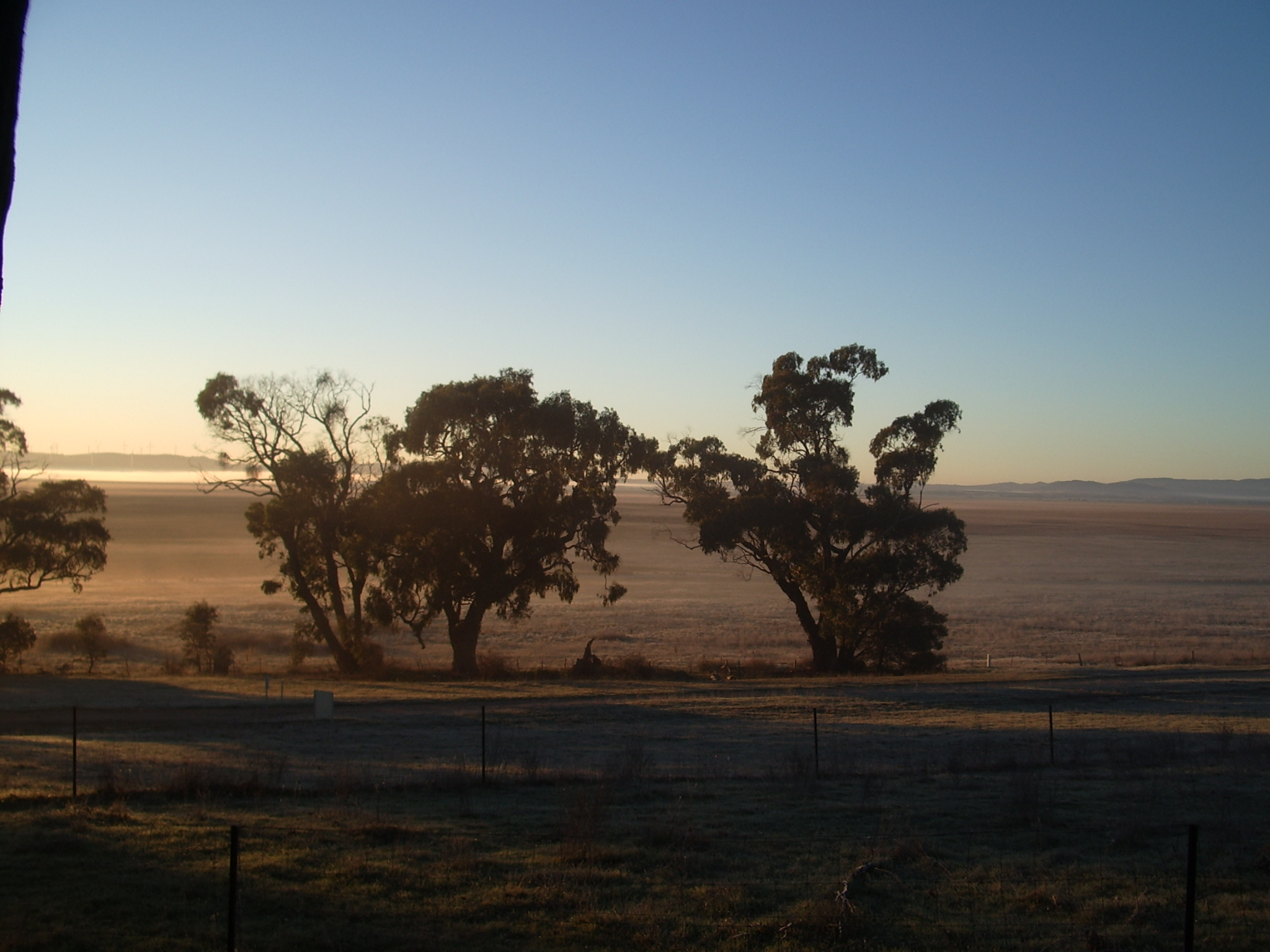
Paisaje de una zona seca del lago

En el extremo norte, al final del lago, existió un billabong (meandro abandonado)  y en la década de 1850 fue repoblado por el dueño de las tierras con el bacalao de Murray traído desde el río Molonglo en Yarralumla. En algún momento el billabong se desbordó y el bacalao se introdujo en el lago mismo. Crio rápidamente, y desde la década del 1850 a la del 1890 abundaron en el lago George. La larga sequía de la Federación comenzó a mediados de la década de 1890, y en 1902 el lago se había secado completamente. En su búsqueda de agua para sobrevivir, el bacalao de Murray se reunió en las entradas de los pequeños arroyos que alimentaban el lago y fueron capturados a miles.
Durante la Segunda Guerra Mundial se instaló un barco de madera "ficticio" en el lago y fue utilizado para la práctica de bombardeo por la Real Fuerza Aérea Australiana. Es posible que aún haya municiones sin detonar en el lecho del lago.

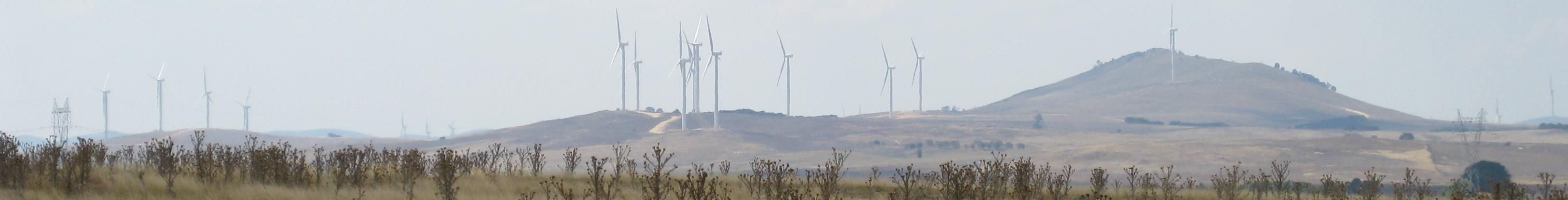
Parque eólico en el lago

Debido a la sequía en Australia, el lago George se secó completamente en noviembre de 2002, y permaneció así hasta febrero de 2010 cuando comenzó a rellenarse. La vez anterior que el lago se había secado completamente fue durante una sequía severa en la década de 1940, aunque estuvo parcialmente seco en 1986, quedando grandes charcas de agua. Cuando el lago está vacío, es utilizado por los agricultores para pastorear ovejas y ganado. Durante septiembre de 2016, el lago se llenó por primera vez desde 1996. En los años transcurridos el nivel del agua en el lago nunca había sido tan alto como el de septiembre de 2016.
Las inusuales fluctuaciones en el nivel del agua han dado lugar a fantasiosos mitos urbanos de que el lago está de alguna manera conectado a otros lagos en Perú o Sudáfrica, aunque el ecologista del Gobierno de NSW Justin Nancarrow teoriza que el lago puede estar conectado al cercano río Yass por acuíferos subterráneos que discurren bajo el escarpe circundante, y que esta conexión puede explicar la salinidad del río.

## Generación de energía eólica
Un gran parque eólico de 140 megavatios (190.000 CV) que se completó en 2009 se encuentra a lo largo de la orilla sureste del lago.